# Hyposoter calcaneus
Hyposoter calcaneus là một loài tò vò trong họ Ichneumonidae.